# كريستال ليك (مقاطعة بارون)
كريستال ليك، مقاطعة بارون (بالإنجليزية: Crystal Lake, Barron County, Wisconsin)‏ هي بلدة تقع بولاية ويسكونسن في الولايات المتحدة. تبلغ مساحتها 89.4 (كم²)، وترتفع عن سطح البحر 390 م، بلغ عدد سكانها 778 نسمة في عام 2000 حسب إحصاء مكتب تعداد الولايات المتحدة وتصل الكثافة السكانية فيها 9.2 نسمة/كم2.

## وصلات خارجية
- The US50 - Cities and Towns in Wisconsin State
- Wisconsin Cities and Towns, Facts, Map, Flag, Colleges, Government, and More